# Tanypus lauroi
Tanypus lauroi är en tvåvingeart som beskrevs av Serpa-filho och Oliveira 1922. Tanypus lauroi ingår i släktet Tanypus och familjen fjädermyggor. Inga underarter finns listade i Catalogue of Life.